# 西属主权地
主权地（西班牙語：plazas de soberanía）是西班牙對於其位於北非与摩洛哥相邻之領土的稱呼（休达和梅利利亚除外），由西班牙中央政府直接管理。其包含戈梅拉岛、胡塞马群岛、舍法林群岛和阿尔沃兰岛，均無常住人口。而且這些岛屿都很小。摩洛哥宣称上述地区的主权，并与西班牙发生冲突。

## 歷史
在收復失地運動期間，主要是在1492年征服格拉納達之後，卡斯提爾王權和葡萄牙王國的軍隊在北非征服並維持了許多用於貿易和防禦巴巴里海盜的哨所。
1415年8月，葡萄牙人征服了休達。1481年，教宗詔書將加那利群島以南的所有土地授予葡萄牙。只有這個群島和聖克魯斯－德拉馬爾佩克尼亞（1476–1524年）、梅利利亞（1497年）、達赫拉（1502年，在現在摩洛哥统治的西撒哈拉）、凱比爾港（1505年）、戈梅拉島（1508年）、瓦赫蘭（1509–1708，1732–1792年）、阿爾及爾（1510–1529年）、布吉亞（1510–1554年）、的黎波里（1511-1551年）和突尼斯（1535-1569年）仍然是西班牙在非洲的領土。最後，由西班牙領導的伊比利聯盟結束，葡萄牙獨立後，休達於1668年被葡萄牙割讓給西班牙。
1848年，西班牙軍隊征服了舍法林群島。19世紀後期，在所謂的“瓜分非洲”之後，非洲大陸大部分地區的成為歐洲國家的殖民地。費茲條約（1912年3月30日簽署）使摩洛哥的大部分地區成為法國的保護國，而西班牙則承擔了保護北部西屬摩洛哥的權力的角色。
當西班牙在1956年放弃西屬摩洛哥，承认摩洛哥王國獨立時，並沒有放棄這些小領土，因為西班牙在建立保護國之前就已經擁有這些領土。
2002年7月11日，摩洛哥在佩雷希爾島駐紮了6名憲兵。作為回應，西班牙軍隊發起了一項代號為“羅密歐-塞拉行動”的軍事行動。該行動由西班牙突擊隊執行。西班牙海軍和西班牙空軍提供了支持；六名摩洛哥海軍學員沒有作出任何抵抗下被俘虜，並驅逐出該島。此後，兩國都將其軍隊撤離。

## 政治
西屬主權地是摩洛哥海岸附近的一個小島和一個半島（唯一的半島戈梅拉島是一個島嶼，直到1934年的一場風暴後與大陸形成了一座沙橋）。他們由駐軍守衛，並由西班牙政府直接管理。
與休達和梅利利亞一樣，西屬主權地是西班牙的一部分，因此也是歐盟的一部分，貨幣是歐元。